# Ariel Kleiman
Pour les articles homonymes, voir Kleiman.
Ariel Kleiman, né le 22 avril 1985 à Melbourne, est un réalisateur et scénariste australien résidant à Londres.

## Biographie
Kleiman est né dans une famille juive à Melbourne et a un frère, Alexander, de 13 ans son aîné. Ses parents et grands-parents, originaires d'Odessa, ont émigré dans les années 1970. En 2010, son court-métrage Deeper than yesterday est sélectionné à la Semaine de la Critique de Cannes où il reçoit le Prix Découverte Kodak du meilleur court-métrage. La même année, son court-métrage Young Love gagne un prix au festival du film de Sundance 2010, et Kleiman se voit décerner l'EFilm IF Award for Rising Talent aux Inside Film Awards. 
En 2012 il gagne un Mahindra Global Filmmaking award du Sundance Institute pour le scénario de son premier long-métrage, Partisan, coécrit avec sa collaboratrice et petite amie Sarah Cyngler. Le film sort en 2015 avec Vincent Cassel dans le rôle principal.

## Filmographie

### Courts métrages
- 2007 : Lunch
- 2007 : Submission
- 2007 : The Communicator
- 2008 : Logman
- 2008 : A Little Off the Top
- 2008 : Young Love
- 2010 : Deeper Than Yesterday

### Long métrage
- 2015 : Partisan

### Série télévisée
- 2025 : Andor